# なの小夕子
なの小夕子（なのさゆこ、11月10日 - ）は、日本の女性シンガーソングライター。キャッチフレーズは「ゴミ箱生まれ押入れ育ちのシンガーソングライター」。

## 来歴
- 2011年 - 「なの小夕子」という名前でニコニコ生放送を開始[2]。路上ライブなどに励む。
- 2012年12月15日 - なの小夕子として初企画ライブ「小夕子のともだち百人できるかな？」を秋葉原ロケットゲートにて開催[3]。
- 2013年
  - 2月14日 - 「CRYバレンタイン。」を高円寺Mission'sにて開催[4][5]。
  - 5月 - 未確認レコードプロデュースのアイドルユニット「時効国家」のリーダーとなる[6]が同年解散。
  - 9月30日 - ツーマンライブ「なの小夕子VS田島ハルコ〜OKAHSAN ITHUMO ARIGATO LIVE〜」を高円寺無力無善寺にて開催[7]。
- 2014年
  - 2月14日 - 「バレンタインの神ちゃま」を高円寺Mission'sにて開催[8]。初音源「天国に行けなかった人達」を発売。この頃、ギターとして、コウノケンイチが加入。
  - 5月 - アイドルグループ「おやすみホログラム」に参加後、同年9月17日に脱退[9]。
- 2015年
  - 9月2日 - 全国流通デビューCD「きみと一緒なら地獄でもいいよ。」を発売[10][11][12]。
  - 12月30日 - 四谷OUTBREAKでの「キンミヤ天国☆忘年会」にて、ライブ活動休止[1][13][14]。
- 2016年 - 12人のカメラマンが撮り下ろすマンスリー写真集プロジェクト「なの小夕子 12SONGS」を開始[15]。
- 2017年
  - 3月10日 - 初監督映画「ファーストファイナルファンタジー」を喫茶SMiLEにて上映[16]。
  - 7月 - テレビ朝日「ミュージックステーション Mステへの階段 ～降りるためにはまず登れ！～」一次審査通過[17]。落選するも番組にて紹介される[18]。
  - 11月27日 - 新宿Motionにて、「ポエムアパート」名義でアイドルグループ活動開始。他のメンバーは、工藤ちゃん、叶かの[19]。
  - 12月1日 - 新宿Motionにて、復活ライヴ〈帰ってきた異邦人〉を行い、本格的にライブ活動を再開[20]。
- 2018年
  - 7月29日 - 徳間書店「月刊ENTAME」公開発掘オーディション モグラ女子を探そう！EMTAME Genic 2018 本戦出場[21]。
  - 8月3日 - 四谷OUTBREAKにて、芸歴10周年祭を開催予定[22]。

## 人物・エピソード
- AB型の一人っ子[1]。
- 趣味は、異次元観測への試み・競馬[1]。
- 特技は、モダンバレエ・新体操・ハッタリ[1]。
- 一人称は「なの主席」[23]。
- ファンの総称は「天国住民」[24]。
- 時効国家・おやすみホログラム・ポエムアパート以外の参加ユニットはキングモスラ[25]、バロムワン、ハイスペックスカム[26]、天国さま[27]、地獄ランド[28]、野崎世界観[29]など。
- 幼少期からモダンバレエと新体操を習っており[12]、舞台デビューは5歳頃から。
- 少女趣味が全くなく、戦隊ものバトルものが好きでよく見えない敵と戦っていた。
- はじめて腹筋300回をこなしたのは3歳の冬（父親談）。
- 小学校の時喧嘩をしすぎて塾をクビになる。
- 小4年の春、親友からボールペンを盗まれた事がきっかけでメンヘラになる。
- 中学に上がる頃、後の音楽活動のキッカケになるバンドと出会ったものの、好きなメンバーが脱退したためメンヘラが加速する[30]。
- 土日は毎週原宿の神宮橋に溜まっていた。
- ピュアだった為、家出の際に自転車で電車に乗った過去がある（自転車で電車に乗ってはいけない事を知らなかった）[31]。
- 車と衝突しミラーを壊すもカラオケに急いで行きたかった為そのまま向かったり、三階の窓からジャンプして脱走するなど運動神経が良い。
- 素行不良の為公立の中学をクビになり、自由の森学園中等部に転入。
- 中学の頃は金髪でギャルだった[32]。
- 中学2年の夏ネットで見つけた秋葉原のアイドルライブに応募して出演したのが、ライブハウスでの初ライブ。ノルマ2万5千円をおばあちゃんから貰ったお小遣いで払う。その際、幼馴染で後の時効国家のちゃん様と出演。AKB48の会いたかったとスカートひらりを歌うも、相方のちゃん様は長時間の移動の疲労からステージ上で歌いも踊りもしなくなる。
- 歌が苦手だった為、母親と事務所から歌手は無理だと言われた経験がある。それからノイズバンドやアイドルを経て、なの小夕子という名義で活動をはじめる[12]。
- なの小夕子の由来は夢に出て来た名前。
- 楽器が苦手で、作曲方法は鼻歌で作ってから打ち込みで作っている[33]。
- 現メンバー(2018年)の高野京介、原田秀冶、ユーシ・エンペラーとは飲み屋で会う。
- 酒好きで、酒豪。父親と飲みに行った際飲みすぎて店から酒がなくなり退店させられた。
- 新宿ゴールデン街のカンガルーコートディシジョンにはナノスペシャルという焼酎が9割入ったお茶割りが裏メニューであり、本人は愛飲していた。
- 初恋の相手はバレエ教室の女の子[34]。
- 憧れと恋愛感情の区別がつきにくい。
- 女の子はよく好きになるが、男は一目惚れしかした事がないらしい。
- 好きなアニメは『名探偵コナン』、『DEATH NOTE』[35]、『テニスの王子様』[36]、『未来日記』[37]、『BLEACH』。
- 好きな音楽は アンティック-珈琲店-、ヒーリングミュージック[38]。
- 好きなタイプは『テニスの王子様』の不二周助か『BLEACH』の市丸ギン[39]。現実世界だと低身長[40]で小動物をブスにしたようなオッサン。女の子なら元気で健気で一途な子。
- 好きなアイドルは 弥海砂[41]。女性アイドルは誰でも基本好き。
- 動物好き(特に愛猫家)で、2017年10月時点で、猫3匹、ハムスター1匹、うさぎ1匹(ふぁーふぁちゃん、2017年9月〜)を飼っており[42]、2018年7月7日新たな猫2匹(ほうちゃんとれいちゃん)を家族に迎えた[43]。実家には3匹の猫（みーちゃん（本名 魅流紅）・ケムちゃん（本名ケムタロス3世）・こむぎ）がいる。
- 2018年7月頭に念願の一軒家に転居[44]。

## 作品

### シングル
| #  | タイトル         | 作詞 | 作曲・編曲 |
| -- | ---------------- | ---- | ---------- |
| 1. | 「ベストソング」 |      |            |
| 2. | 「白い部屋」     |      |            |

| #  | タイトル         | 作詞 | 作曲・編曲 | 時間  |
| -- | ---------------- | ---- | ---------- | ----- |
| 1. | 「天国 / 倦怠」  |      |            | 02:59 |
| 2. | 「PAKURI」       |      |            | 03:32 |
| 3. | 「月廻転」       |      |            | 03:02 |
| 4. | 「ベストソング」 |      |            | 04:50 |
| 5. | 「スロウダンス」 |      |            | 04:04 |

| #  | タイトル       | 作詞 | 作曲・編曲 | 時間  |
| -- | -------------- | ---- | ---------- | ----- |
| 1. | 「はるのうた」 |      |            | 02:57 |
| 2. | 「嫌な夏」     |      |            | 03:18 |
| 3. | 「幸せな日々」 |      |            | 01:43 |
| 4. | 「凍る夜に」   |      |            | 02:50 |

| #  | タイトル           | 作詞 | 作曲・編曲 | 時間  |
| -- | ------------------ | ---- | ---------- | ----- |
| 1. | 「私は宇宙人」     |      |            | 02:49 |
| 2. | 「白い部屋」       |      |            | 02:56 |
| 3. | 「向かいのババア」 |      |            | 04:18 |
| 4. | 「スロウダンス」   |      |            | 04:04 |

### アルバム
| #  | タイトル                                  | 作詞 | 作曲・編曲 | 時間  |
| -- | ----------------------------------------- | ---- | ---------- | ----- |
| 1. | 「情報」                                  |      |            | 03:51 |
| 2. | 「どよめき」                              |      |            | 04:23 |
| 3. | 「やわらかいアレ」                        |      |            | 02:27 |
| 4. | 「生きる」                                |      |            | 03:21 |
| 5. | 「ベストソング」                          |      |            | 04:48 |
| 6. | 「真夜中まであと3分」                     |      |            | 04:56 |
| 7. | 「ファンタジーをはじめるには(※配信限定)」 |      |            | 03:38 |

| #  | タイトル                             | 作詞 | 作曲・編曲 |
| -- | ------------------------------------ | ---- | ---------- |
| 1. | 「今日で地球が終わります。」         |      |            |
| 2. | 「バイバイなんて」                   |      |            |
| 3. | 「ファーストファイナルファンタジー」 |      |            |
| 4. | 「きみの中は天国」                   |      |            |

| #  | タイトル                       | 作詞 | 作曲・編曲 |
| -- | ------------------------------ | ---- | ---------- |
| 1. | 「経済の夜明け」               |      |            |
| 2. | 「結婚やめて」                 |      |            |
| 3. | 「きみが今すぐしぬというなら」 |      |            |
| 4. | 「愛を教えて」                 |      |            |
| 5. | 「クリームシチュー」           |      |            |

### 写真集
- 月刊 なの小夕子×米原康正 vol.01 (2016年2月1日)
- 月刊 なの小夕子×米原康正 vol.02 (2016年3月1日)
- 月刊 なの小夕子×中野修也 vol.01 (2016年4月1日)
- 月刊 なの小夕子×中野修也 vol.02 (2016年5月1日)
- 月刊 なの小夕子×平川タケシ (2016年6月1日)
- 月刊 なの小夕子×常盤響 vol.01 (2016年7月1日)
- 月刊 なの小夕子×常盤響 vol.02 (2016年8月1日)
- 月刊 なの小夕子×三戸建秀 (2016年9月1日)
- 月刊 なの小夕子×すいかとまな板 (2016年10月1日)
- 月刊 なの小夕子×池野詩織 vol.1 (2016年12月14日)

## 出演

### 映像作品
- MV「ファンタジーをはじめるには」(2015年9月6日公開)[45]
- MV「可愛くてごめんね」(2016年5月6日公開)[46]
- 映画「ファーストファイナルファンタジー」(監督(初)・出演、喫茶SMiLEにて2017年3月10日上映)[16]
- MV「バイバイなんて」(2017年12月25日公開) [47]
- MV「ポエムアパート / クォーク」(2018年1月18日公開) [48]
- MV「結婚やめて」(2018年5月23日公開)[49]
- MV「おやすみホログラム / ドリフター」(2014年5月22日公開)[50]

### ライブ・イベント
（公式ウェブサイトやTwitterを参照）